# Rēti’a
Le rēti’a est une gelée polynésienne, à base d'amidon et de noix de coco cuits au four, de nos jours souvent consommée comme en-cas. La pâte d'amidon est préparée avec de l'eau et du lait de coco.